# Cantó de Reims-7

Ubicació del Cantó de Reims-7 dins del districte i el departament

El cantó de Reims-7 és un cantó francès del departament del Marne, situat al districte de Reims. Té 4 municipis i part del de Reims.

## Municipis
- Cormontreuil
- Saint-Léonard
- Taissy
- Trois-Puits
- Reims (part)

## Història
| Data d'elecció                           | Identitat     | Partit | Qualitat |
| ---------------------------------------- | ------------- | ------ | -------- |
| 1973-1980                                | René Tys      | PCF    |          |
| 1980-2008                                | Michel Voisin | PS     |          |
| 2008-                                    | Jean Marx     | PS     |          |
| les dades anteriors no són pas conegudes |               |        |          |
|                                          |               |        |          |